# Earl Cooper

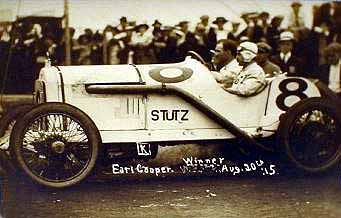
Earl Cooper en una carrera en Elgin en 1915

Earl Cooper (Broken Bow, Nebraska, Estados Unidos, 2 de diciembre de 1886 – 22 de octubre de 1965) fue un piloto de automovilismo estadounidense. Obtuvo 21 victorias, 13 segundos puestos y 5 terceros en el Campeonato Nacional de la AAA. Fue declarado campeón tres veces en 1913, 1915 y 1917 de manera retrospectiva, subcampeón en 1924, y quinto en 1916 y 1925. Sus mejores resultados en las 500 Millas de Indianápolis fueron un segundo lugar en 1924 y un cuarto en 1915.

## Trayectoria
Cooper disputó cuatro carrera de la AAA en 1912 con un Stutz, obteniendo una victoria. En 1913 logró cinco victorias y un segundo lugar, además de ser relevo de dos pilotos de Stutz en las 500 Millas de Indianápolis. Años después, fue declarado campeón de ese año por delante de Jules Goux, Ralph Mulford y Ralph DePalma.
El piloto debutó como piloto titular en las 500 Millas de Indianápolis de 1914, abandonando a mitad de carrera. Ese año obtuvo un triunfo, y quedó ubicado en el séptimo puesto de campeonato.
En las 14 carreras que corrió en 1915, Cooper acumuló cinco triunfos, cuatro segundos lugares y dos cuartos (uno de ellos en las 500 Millas de Indianápolis), lo que le valió su segundo título de manera retrospectiva ante Dario Resta.
Cooper participó en cuatro carreras puntuables del Campeonato Nacional de la AAA 1916, logrando tres segundos lugares y un quinto. Así, se ubicó quinto en la tabla de posiciones oficial. La AAA dejó de organizar el campeonato en 1917. El piloto logró cuatro victorias y un tercer puesto, por lo que más tarde sería nombrado campeón frente a Louis Chevrolet y Mulford.
En 1919, corrió en solamente la fecha de Tacoma, obteniendo un tercer puesto, un cuarto y un quinto en las tres mangas. En 1921 obtuvo una victoria en Freson, en este caso al volante de un Duesenberg. En 1922 utilizó un Miller en una carrera en Beverly Hills, donde llegó segundo.
Cooper volvió a correr regularmente en 1923 con Miller, incluyendo entre sus actividades las 500 Millas de Indianápolis. Ese año logró un segundo puesto y un cuarto. En 1924, consiguió una victorias, dos segundos puestos (uno de ellos en las 500 Millas de Indianápolis) y tres quintos en nueve carreras, por lo que resultó subcampeón por detrás de Jimmy Murphy.
El piloto disputó 11 carreras en 1925, obteniendo una victoria, dos terceros lugares y tres quintos, de modo que se ubicó quinto en el campeonato.  En 1926 obtuvo vos victorias y un quinto puesto, además de la pole position en las 500 Millas de Indianápolie.
Cooper no logró clasificar a las 500 Millas de Indianápolis de 1927. Luego abandonó en dos carreras, tras lo cual dejó de competir en la AAA. También en 1927, llegó tercero en el Gran Premio de Italia de Fórmula Libre, pilotando un Miller junto a Peter Kreis.